# Monetazione partica
La monetazione partica è una delle fonti più importanti per la storia e la cultura dell'Impero partico. Il sistema monetario partico si basava sul piede attico, costituito da tetradracmi e dracme. Venivano coniate monete in argento e in bronzo.

## Storia
Al dritto in genere era raffigurata l'immagine del re dei Parti di profilo, più raramente di fronte. Fino a Mitridate II (circa 124/23–88/87 a. C.) il ritratto è somigliante, ma dopo diviene sempre più stilizzato. Da quel momento, appaiono varie corone, da cui si può identificare la dinastia. Queste corone non sono personali come nella monetazione sassanide. Al rovescio si trova per lo più l'immagine di un arciere, assieme, nei tetradracmi, all'anno di emissione secondo l'era seleucide. Si trova anche il monogramma della zecca. In generale il rovescio mostra meno variazioni, al contrario della contemporanea monetazione dell'Impero romano. Questa è una caratteristica della monetazione dei Parti, che è in comune con quasi tutto il mondo ellenistico. 
Quando i Parti invasero l'impero seleucide, trovarono un sistema monetario completamente sviluppato, e sicuramente già dall'inizio cercarono di sviluppare un sistema monetario proprio, per garantire il funzionamento dell'economia. Non è certo, tuttavia, quando i Parti abbiano iniziato una loro monetazione indipendente. Sicuramente Mitridate I ha battute le sue monete. Egli è anche considerato il vero fondatore dell'impero dei Parti e ha conquistato gran parte dell'impero seleucide. Importanti zecche, come Ecbatana, Seleukia e Susa, furono conquistate durante il suo regno. Ci sono alcune monete che sono forse da assegnare ad Arsace I e ad Arsace II, che tuttavia non mostrano alcuna legenda. Il luogo di coniazione non è noto, e si suppone sia stata Nisa. 
Con il consolidamento dell'impero sotto Mitridate II (ca. 124/23–88/87 a.C.) il sistema monetario partico era completamente sviluppato. Le zecche erano sotto il controllo statale, c'erano diverse zecche che non hanno lavorato uniformemente. Inoltre coniarono monete proprie anche alcune dinastie locali, come Characene, Elimaide e Persis. Anche le città greche di Seleucia e Susa emisero proprie coniazioni cittadine. Dalla metà del primo secolo avanti Cristo, nell'Iran nord-occidentale, le monete partiche circolavano con una contromarca. Probabilmente le monete dei Parti erano usate localmente e le contromarche indicano una certa indipendenza di principi locali. Nella Margiana in questo periodo furono coniate monete proprie. In particolare da ricordare le emissioni di Sanabares, per lo più in rame puro.
Da metà del I secolo a.C. si può osservare uno scadimento nel contenuto in argento delle monetazioni di Characene e Elimaide, le cui emissioni avevano carattere locale, mentre una diminuzione del contenuto d'argento della monetazione imperiale è osservabile solo in seguito. Nel complesso questo sviluppo ha fatto sì che le varie monetazioni dei Parti fossero utilizzate solo a livello locale. Il ritrovamento di monete dei Parti in un sito in Iberia caucasica rappresenta certamente un'eccezione.